# Eberhard Siewert
Eberhard Siewert (* 24. März 1934 in Chemnitz (Sachsen)) ist ein ehemaliger Offizier der Nationalen Volksarmee der Deutschen Demokratischen Republik. Zuletzt hatte er den Dienstgrad eines Generalmajors inne. 

## Leben
Als Sohn eines Maurers trat Siewert nach seinem Abitur 1952 der SED bei und absolvierte bis 1956 an der Hochschule für Ökonomie in Berlin-Karlshorst ein Studium der Ökonomie. Sein Eintritt in die Nationale Volksarmee erfolgte am 1. September 1956. Hier war Siewert bis 1958 Offizier, später Oberoffizier bei der Verwaltung Aufklärung im Ministerium für Nationale Verteidigung (MfNV). 1958 stieg er zum Abteilungsleiter in der Verwaltung Aufklärung auf, ein Posten, den er bis 1972 innehatte. In dieser Zeit war Siewert von 1970 bis 1971 Offiziershörer an der Militärakademie der NVA in Dresden. 1972 stieg er zum Stellvertretenden Chef der Verwaltung Aufklärung für strategische Aufklärung im MfNV auf; in dieser Position blieb er bis 1980. Von 1980 bis Dezember 1982 war Siewert Stellvertretender Chef für Agenturaufklärung bei der Verwaltung Aufklärung im MfNV. Am 7. Oktober 1982 wurde er zum Generalmajor ernannt und arbeitete von 1982 bis zu seiner Entlassung am 30. September 1990 als Kommandeur des Militärwissenschaftlichen Instituts in Klietz, das dem Bereich Aufklärung des Hauptstabes der NVA unterstellt war.

## Auszeichnungen
- Vaterländischer Verdienstorden in Silber
- Kampforden „Für Verdienste um Volk und Vaterland“ in Gold